# These Days (Rudimental)
These Days is een nummer van de Britse drum-'n-bassgroep Rudimental uit 2018, ingezongen door de Britse zangeres Jess Glynne, de Amerikaanse rapper Macklemore en de Britse zanger Dan Caplen.
"These Days" werd een grote hit in Europa en Oceanië. In het Verenigd Koninkrijk wist het de nummer 1-positie te bereiken. In de Nederlandse Top 40 haalde het de 6e positie, en in de Vlaamse Ultratop 50 de 3e.